# Ghideon Balmoș
Ghideon Balmoș (în germană Georg Balmosch / Gideon Balmos; n. 1842, Voloca pe Derelui, Bezirk Czernowitz, Regatul Galiției și Lodomeriei, Imperiul Austriac – d. 1 martie 1913) a fost un arhimandrit român, care a fost ales ca deputat în Dieta Bucovinei (1891–1892, 1901–1904).

## Biografie
Ghideon Balmoș s-a născut în familia lui Ioan Balmoș și a soției sale, Elisaveta născută Pitei. A primit la botez numele de Gheorghe. A urmat studiile gimnaziale și teologice la Cernăuți. În 1866, după absolvirea Institului Teologic din Cernăuți, a fost numit ca prefect de studii la Seminarul clerical din capitala Bucovinei.
În octombrie 1867 s-a căsătorit cu Minodora, fiica preotului Dimitrie Țurcan, parohul din satul Fundu Moldovei. Episcopul Eugenie Hacman al Bucovinei l-a hirotonit ca diacon la 29 februarie 1868 și apoi, după câteva zile, ca preot. A activat un an și jumătate ca administrator parohial la Biserica „Sf. Nicolae” din Câmpulung Moldovenesc (1868–1869), după care a fost transferat la biserica din satul Ciocănești.
A slujit ca paroh în localitățile Ciocănești (30 martie 1870 – 1874), Jadova (1874–1884) și Vatra Dornei (1884–1904). Ca urmare a calităților dovedite, i s-au conferit funcții administrative importante: exarh episcopal (1880), protopresviter (1890) și protopresviter districtual al Câmpulungului (1901–1906).
În 1891, protopresviterul Gheorghe (George) Balmoș a fost ales ca deputat de Vatra Dornei în Dieta Bucovinei. El a fost nominalizat în cadrul adunării generale a societății politice „Concordia”, care avea un program politic național destul de modest, printre prevederi figurând: „adâncirea și lărgirea autonomiei Bucovinei, dezvoltarea cultural–națională prin înființarea de școli românești și folosirea limbii române în administrație și justiție, autonomia bisericească, convenția vamală cu România, etc.”. La adunarea din 3/15 februarie 1892, de la Câmpulung Moldovenesc, el a fost ales printre conducătorii societății „Concordia”. Ca urmare a conflictului Mustață – Pace, cei 14 deputați evrei, poloni, armeni și ruteni i-au atacat dur pe conducătorii societății politice „Concordia” și au luat partea guvernatorului Anton Pace. Ei și-au depus mandatul, iar, astfel, prin patentul imperial din 27 februarie 1892, a fost dizolvată Dieta Bucovinei. La 18/30 august 1898, a fost ales ca membru în Comitetul Național al Partidului Național Radical Român.
La alegerile din 1898 a fost nominalizat candidat guvernamental în alegeri, dar a pierdut în districtul Câmpulung Moldovenesc în fața dr. George Popovici (32 voturi contra a 37 de voturi obținute de contracandidatul său). A fost nominalizat la 4 noiembrie 1901 candidat al Partidului Poporal Național pentru mandatul dietal din districtul politic Câmpulung, fiind ales deputat în Dieta Bucovinei. A purtat, de asemenea, corespondență cu preotul și folcloristul Simion Florea Marian (1847–1907).
La 8 iunie 1904, protopresviterul districtual și parohul de Vatra Dornei, George Balmoș (care era văduv), a fost tuns în monahism și numit în funcția de proistos al asistenților de la Mănăstirea „Sfântul Ioan cel Nou” de la Suceava. În 1905 a fost hirotesit arhimandrit stavrofor și în 1909 arhimandrit mitrofor. În perioada stăreției sale, au continuat lucrările de restaurare a întregului complex mănăstiresc, conduse de arhitectul austriac Karl Romstorfer. Acestea au fost terminate în 1910.
Arhimandritul mitrofor Ghideon Balmoș a fost distins, prin decretul din 27 iulie 1909 al împăratului Franz Joseph, cu Crucea de Cavaler a Ordinului Franz Joseph. A decedat la 1 martie 1913, la vârsta de 71 ani.
În perioada interbelică, o stradă din Cernăuți a purtat numele preotului George Balmoș.